# Saison 19 de NCIS : Enquêtes spéciales
Chronologie
Saison 18 Saison 20
Cet article présente le guide des épisodes de la dix-neuvième saison de la série télévisée américaine NCIS : Enquêtes spéciales. 

## Distribution

### Acteurs principaux
- Mark Harmon (VF : Hervé Jolly) : Leroy Jethro Gibbs, chef d'équipe du NCIS (épisodes 1 à 4)
- Sean Murray (VF : Adrien Antoine) : Timothy McGee, agent spécial du NCIS
- Wilmer Valderrama (VF : Eilias Changuel) : Nick Torres, agent spécial du NCIS
- Katrina Law (VF : Laëtitia Laburthe Tolra) : Jessica Knight, ex-agent du NCIS REACT devenu agent spécial du NCIS
- Brian Dietzen (VF : Christophe Lemoine) : Jimmy Palmer, médecin légiste du NCIS
- Diona Reasonover (VF : Vanessa Van-Geneugden) : Kasie Hines, experte scientifique du NCIS
- David McCallum (VF : Michel Le Royer) (épisodes 4 et 5) / (VF : Frédéric Cerdal) (épisodes 20 et 21)  : Donald Mallard, historien et ancien médecin légiste du NCIS (4 épisodes)
- Rocky Carroll (VF : Serge Faliu) : Leon Vance, directeur du NCIS
- Gary Cole (VF : Philippe Vincent) : Alden Parker, ex-agent spécial du FBI devenu chef d'équipe du NCIS (à partir de l'épisode 2)

### Acteurs récurrents
- Pam Dawber : Marcie Warren, journaliste d'investigation (épisodes 1, 2 et 4)
- Joe Spano (VF : Patrick Raynal) : Tobias Fornell, ex-agent du FBI, meilleur ami de Gibbs et détective privé (épisodes 2 et 17)
- Erik Passoja : Wayne Sweeney, directeur du FBI (épisodes 4 et 21)
- Margo Harshman : Delilah McGee, analyste du DOD et femme de McGee (épisode 7)
- Zane Holtz : Dale Sawyer, agent du NCIS (épisode 12)
- Michelle Pierce : Breena Palmer (épisode 13)
- Meredith Eaton (VF : Fily Keita) : Carol Wilson (épisode 13)
- Naomi Grace : Kayla Vance (épisode 14)
- Laura San Giacomo (VF : Élisabeth Fargeot) : Dr Grace Confalone, psychologue (épisodes 17 et 18)
- Teri Polo : Vivian Kolchak, ex-agent du FBI et ex-femme de Parker[1] (épisode 21)

### Invités deNCIS: Hawaiʻi
- Vanessa Lachey : agent spécial du NCIS, Jane Tennant (épisode 17)
- Jason Antoon : Ernie Malik, spécialiste du cyberespionnage au NCIS : Hawai'i (épisode 19)

## Production
Le 15 avril 2021, la série a été renouvelée pour la 19e saison; elle comporte 21 épisodes.
Cette saison sera la première à être diffusée le lundi à 21 h au lieu du mardi à 20 h aux États-Unis.
Elle est diffusée du 20 septembre 2021 au 23 mai 2022 aux États-Unis.
Le mardi 22 juin 2021, il a été annoncé que Gary Cole (Alden Park) avait rejoint la série car Mark Harmon (Leroy Jethro Gibbs) apparaîtrait moins à l'écran. 
Katrina Law (Jessica Knight) a été promue personnage principal et est la remplaçante d'Emily Wickersham (Eleanor Bishop) qui a quitté la série en fin de saison dernière.
Mark Harmon quitte la série au terme du quatrième épisode.
Le 3 janvier 2021, il est annoncé qu'un crossover est en préparation entre NCIS et NCIS : Hawai'i. L'épisode verrait Katrina Law et Wilmer Valderrama de plus, Diona Reasonover et Gary Cole apparaitrons également dans l'épisode, ce dernier est diffusé le 28 mars.
Vanessa Lachey est apparu en tant que Jane Tennant dans l'épisode croisé avec NCIS : Hawai'i.
Jason Antoon également acteur de NCIS : Hawaii est aussi apparu dans un épisode de NCIS.
Joe Spano, Margo Harshman, Meredith Eaton et Laura San Giacomo sont revenus en tant que récurrents dans plusieurs épisodes de cette saison.

## Épisodes

### Épisode 1:Ne te retourne pas
- États-Unis /  Canada : 20 septembre 2021 sur CBS / Global
- Suisse : 27 février 2022 sur RTS 1
- France : 1er mars 2022 sur M6

- États-Unis : 8,45 millions de téléspectateurs[9] (première diffusion)
- France : 2,32 millions de téléspectateurs[10] (première diffusion)

- Pam Dawber: Marcie Warren (1/3)
- Katherine Cortez: Thelma McKeever
- Dave Florek: Virgil McKeever
- Travis Hammer: Adjoint du comté de Faux Randall Sledge
- Terryn Westbrook: Adjoint du comté Regina Unger
- Yenniffer Behrens: Marta Jimenez
- Derek Chariton: Lonny
- Allie Davis: Sandy
- Colin Land: Agent Spécial du NCIS Brent Hollister

### Épisode 2:Le Deuxième Homme
- États-Unis /  Canada : 27 septembre 2021 sur CBS / Global
- Suisse : 6 mars 2022 sur RTS 1
- France : 8 mars 2022 sur M6

- États-Unis : 8,06 millions de téléspectateurs[9] (première diffusion)
- France : 2,37 millions de téléspectateurs[11] (première diffusion)

- Pam Dawber: Marcie Warren (2/3)
- Joe Spano: Tobias "T.C." Fornell (1/2)
- Jason Wiles: Tom Samuels alias Paul Lemere
- John Hensley: Phil Hanover
- Emily Berry: Gladys
- Jaxy Boyd: Michelle
- Nohely Quiroz: Carla

### Épisode 3:Voyage avec un tueur
- États-Unis /  Canada : 4 octobre 2021 sur CBS / Global
- Suisse : 13 mars 2022 sur RTS 1
- France : 15 mars 2022 sur M6

- États-Unis : 7,96 millions de téléspectateurs[9] (première diffusion)
- France : 2,06 millions de téléspectateurs[12] (première diffusion)

- Jason Wiles: Paul Lemere
- Gary Reichman: Phil Hanover
- Valarie Pettiford: Sonia Eberhart
- Anna Campbell: Premier Lieutenant du DFAS Andrea Falco
- Allan McLeod: Ted
- Troy Vincent: Avocat
- PJ Johal: Docteur
- Karina Bonnefil: Alexis
- Sarah Khasrovi: Patty
- Kim Reed: Infirmière #1
- Kendra Munger: Infirmière #2
- Karina Noelle Castillo: Agent du FBI Ramirez
- Ashley Dulaney: Rebecca

### Épisode 4:Alaska
- États-Unis /  Canada : 11 octobre 2021 sur CBS / Global
- Suisse : 20 mars 2022 sur RTS 1
- France : 22 mars 2022 sur M6

- États-Unis : 7,66 millions de téléspectateurs[9] (première diffusion)
- France : 2,23 millions de téléspectateurs[13] (première diffusion)

- Pam Dawber: Marcie Warren (3/3)
- John Hensley: Phil Hanover
- Valarie Pettiford: Sonia Eberhart
- Wayne Charles Baker: Tunu Alonak
- Erik Passoja: Directeur adjoint du FBI Wayne Sweeney
- Nikki McCauley: Melanie Stafford
- Karina Noelle Castillo: Agent du FBI Ramirez
- Kimberly Christian: Nina Bradshaw

- Mark Harmon quitte la série à l'issue de cet épisode.

### Épisode 5:Une place à prendre
- États-Unis /  Canada : 18 octobre 2021 sur CBS / Global
- Suisse : 27 mars 2022 sur RTS 1
- France : 5 avril 2022 sur M6

- États-Unis : 7,65 millions de téléspectateurs[9] (première diffusion)
- France : 2,18 millions de téléspectateurs[14] (première diffusion)

- Jared Gertner: Royman Beesbo
- Rif Hutton: Général des Marines Phillip Braxton
- Megan Gallagher: Sous-secrétaire à la Navy Jennifer Leo
- Eden Malyn: Lillian Beck
- Dennice Cisneros: Technicienne déminage Helen
- Freedom Bridgewater: Sergent Joe
- Christian Valderrama: Délinquant #1
- Najee Muhammad: Délinquant #2
- Aidan Merwarth: Délinquant #3
- Rob James: Garde

- Il s'agit du premier épisode de la série où Mark Harmon n'apparaît pas. De ce fait, aucun personnage n'est apparu dans tous les épisodes de la série.
- Dernier épisode auquel participe Michel Le Royer, voix française de Ducky, décédé après le doublage de l’épisode mais avant sa diffusion.

### Épisode 6:Le Prix de la gloire
- États-Unis /  Canada : 1er novembre 2021 sur CBS / Global
- Suisse : 3 avril 2022 sur RTS 1
- France : 5 avril 2022 sur M6

- États-Unis : 7,28 millions de téléspectateurs[9] (première diffusion)
- France : 1,83 million de téléspectateurs[14] (première diffusion)

- Joshua Brockington: Quartier-maître de deuxième classe Felix Cross
- Randy J. Goodwin: Clark Anderson
- Zeus Taylor: Quartier-maître de deuxième classe Kyle Seward
- Kelly Stables: Astrid Fellowes
- Julie Pearl: Cindy Anderson
- Heather Olt: Gardienne du terrain

### Épisode 7:Croisière d'enfer
- États-Unis /  Canada : 8 novembre 2021 sur CBS / Global
- Suisse : 10 avril 2022 sur RTS 1
- France : 12 avril 2022 sur M6

- États-Unis : 7,32 millions de téléspectateurs[9] (première diffusion)
- France : 2,05 millions de téléspectateurs[15] (première diffusion)

- Margo Harshman: Deliliah Fielding
- Patricia Richardson: Judy Price Fielding
- Chris Agos: Capitaine Noah Finch
- Adam Hollick: Christopher Blaze
- Ziah Colon: Pilar Rivera
- Tom Yi: Harold alias le Livreur
- Gilbert Glenn Brown: Chef de la sécurité Carson Granger

### Épisode 8:À armes égales
- États-Unis /  Canada : 29 novembre 2021 sur CBS / Global
- Suisse : 17 avril 2022 sur RTS 1
- France : 19 avril 2022 sur M6

- États-Unis : 7,34 millions de téléspectateurs[9] (première diffusion)
- France : 1,81 million de téléspectateurs[16] (première diffusion)

- Grace Lynn Kung: Doris Edwards
- Ginifer King: Lexi Davis
- Patrick Y. Malone: Chuck Gorton
- Rio Mangini: Ned
- Scott Mosenson: Harry Day
- Anzu Lawson: Sonia Bell
- Don Swayze: Pete Walker
- Chuck Filipov: Roy Smith

### Épisode 9:Hologramme
- États-Unis /  Canada : 6 décembre 2021 sur CBS / Global
- Suisse : 24 avril 2022 sur RTS 1
- France : 26 avril 2022 sur M6

- États-Unis : 7,25 millions de téléspectateurs[9] (première diffusion)
- France : 1,86 million de téléspectateurs[17] (première diffusion)

- Stepfanie Kramer: Sandra Holdren
- Holly Curran: Ruby Holdren
- Matthew Hancock: Geoffrey Sullivan
- Todd Waring: Albert James "Jamie" Beck
- Andrea Forrest: Quartier-maître de deuxième classe Scott Dickerson
- Danielle Larracuente: Quartier-maître de deuxième classe Maria Gonzalez

### Épisode 10:Le Patriote
- États-Unis /  Canada : 3 janvier 2022 sur CBS / Global
- Suisse : 24 avril 2022 sur RTS 1
- France : 26 avril 2022 sur M6

- États-Unis : 6,94 millions de téléspectateurs[9] (première diffusion)
- France : 1,54 million de téléspectateurs[17](première diffusion)

- Amanda Schull: Kay Barlow
- Artur Zai Benson: Adjudant-chef de la Navy Rafi Nazar
- Denise Crosby: Secrétaire de la Navy Hattie Taylor
- Tarek Bishara: Ambassadeur Afghan Tariq Dotani
- Lisandra Tena: Ambulancier Maria Santiago
- Kenajuan Bentley: Capitaine de vaisseau Oliver Royce
- Shawn Patrick Clifford: Mike Novaski
- Jean St. James: Femme en Vidéoconférence
- Crystal Rivers: Autre femme en Vidéoconférence
- Daniel Curtis Lee: MP #1
- Daniel L. Rivera: MP #2
- Thomas McNamara: Pilote #1
- Brittany Freeth: Pilote #2
- Bryan Marcos: Pilote #3
- Rome Stephens Singh: MP Afghan #1

### Épisode 11:Piège en haute mer
- États-Unis /  Canada : 17 janvier 2022 sur CBS / Global
- Suisse : 1er mai 2022 sur RTS 1
- France : 3 mai 2022 sur M6

- États-Unis : 7,26 millions de téléspectateurs[9] (première diffusion)
- France : 2,09 millions de téléspectateurs[18] (première diffusion)

- Grant Harvey: Ian Maddux
- A.J. Meijer: Dutch Naga
- Monnae Michaell: Capitaine de frégate Leandra Womack
- Jesse Posey: Lieutenant de vaisseau Emmanuel Vela
- Tess Aubert: Piper
- Stephen Friedrich: Sid
- Justin Huen: Garde de sécurité maritime privée Lenny
- Tre Hall: Garde de sécurité maritime privée Carl Hammond
- Elizabeth Liang: Agent du NCIS REACT Jones

### Épisode 12:Vaincre ou mourir
- États-Unis /  Canada : 24 janvier 2022 sur CBS / Global
- Suisse : 1er mai 2022 sur RTS 1
- France : 3 mai 2022 sur M6

- États-Unis : 7,79 millions de téléspectateurs[9] (première diffusion)
- France : 1,87 million de téléspectateurs[18] (première diffusion)

- Zane Holtz: Agent spécial du NCIS Dale Sawyer
- Matt Angel: Sammy alias Peter Samkharadze
- Daeg Faerch: Alex Russo
- Alex Sparrow: Maxim Dovhal
- Sarah Chaney: Agent de la DIA Collins
- Montae Russell: Général de corps d'armée des Marines Joseph Clark
- Marcus Ray: Videur
- Natasha Blasick: Elena Dovhal

### Épisode 13:Les Anges gardiens
- États-Unis /  Canada : 28 février 2022 sur CBS / Global
- Suisse : 8 mai 2022 sur RTS 1
- France : 10 mai 2022 sur M6

- États-Unis : 7,12 millions de téléspectateurs[9] (première diffusion)
- France : 2,04 millions de téléspectateurs[19] (première diffusion)

- Meredith Eaton : Carol Wilson
- Michelle Pierce: Breena Palmer
- Elle Graper: Victoria Palmer
- Benita Krista Nall: Amanda Wright
- Patrick Bristow: Channing Elroy
- Eugene Prokofiev: Buggy alias Dennis Newton
- Dave Youngblood: Homme inconnu
- Jack Jaco Pitchon: Dr. Yuri Pastov
- Kristin Witt: Mère du footballeur

Le NCIS enquête sur la mort d'une personne ayant pénétré illégalement sur la base de Quantico. Jimmy et Kasie sont exposés à une biotoxine mortelle. Le NCIS fait alors appel au docteur Carol Wilson pour trouver un antidote.

### Épisode 14:Première mission
- États-Unis /  Canada : 7 mars 2022 sur CBS / Global
- France : 10 mai 2022 sur M6
- Suisse : 30 juin 2022 sur RTS 1

- États-Unis : 7,43 millions de téléspectateurs[9] (première diffusion)
- France : 1,78 million de téléspectateurs[19] (première diffusion)

- Naomi Grace: Kayla Vance
- Antonio Jaramillo: Pedro Rodriguez
- Ronald Auguste: Isaac
- Noshir Dalal: Docteur Tom Masuda
- Galadriel Stineman: Resident Sierra Krueger
- Nita Mistry: Docteur Angela Novak
- Jason Kravits: Docteur Gordon Roth
- Joe Corozo: Acolyte #1
- Jamie Harris: Smitty Hastings

### Épisode 15:Une vieille connaissance
- États-Unis /  Canada : 14 mars 2022 sur CBS / Global
- Suisse : 7 juillet 2022 sur RTS 1
- France : 9 juillet 2022 sur M6

- États-Unis : 7,55 millions de téléspectateurs[9] (première diffusion)
- France : 1,23 million de téléspectateurs[20] (première diffusion)

- Kevin Chapman: Billy Doyle
- Ashley Platz: Kat Hanna
- Jose Pablo Cantillo: Agent de la DEA Mark Sisco alias Shady Man
- Braxton Hale: Colin
- Trisha LaFache: Lola
- Ruben Grundy: Détective de la police de Philadelphie Dubrow
- Deb Heitt: Officier de la Navy Laura Ramirez
- Tony Becker: Policier
- Ansel Carpenter: Billy alias Garçon #1
- Harrison Leahy: Al  alias Garçon #2
- Jeff Pride: Propriétaire de voiture
- Val Garrahan: Quartier-maître de première classe Danna Calley

### Épisode 16:Les Vautours
- États-Unis /  Canada : 21 mars 2022 sur CBS / Global
- Suisse : 14 juillet 2022 sur RTS 1
- France : 16 juillet 2022 sur M6

- États-Unis : 6,66 millions de téléspectateurs[9] (première diffusion)
- France : 1,22 million de téléspectateurs[21] (première diffusion)

- Mike Erwin: Sam Radner
- Miki Ishikawa: Molly Stoll
- Randall Batinkoff: Walt Freeman
- Lauren Bowles: Nance Freeman
- J. Claude Deering: Curtis Hubley
- Tarina Pouncy: Anne Crenshaw
- Carlos Pratts: Isaac Morales
- Del Zamora: Sergio Morales
- Maya Boudreau: Lola Morales

### Épisode 17:Le Poids du secret
- États-Unis /  Canada : 28 mars 2022 sur CBS / Global
- Suisse : 21 juillet 2022 sur RTS 1
- France : 23 juillet 2022 sur M6

- États-Unis : 6,83 millions de téléspectateurs[9] (première diffusion)
- France : 1,02 million de téléspectateurs[22] (première diffusion)

- Joe Spano: Tobias "T.C." Fornell (2/2)
- Laura San Giacomo: Grace Confalone (1/2)
- Vanessa Lachey: Agent Spécial du NCIS Jane Tennant
- Novi Brown: Olive Miller
- Tess Auber: Piper
- Jack McGee: Richard "Rick" Jordan
- Brandon Black: Martin Polk
- Joi Liaye: Nina Miller
- Jason Rogel: Léo
- Oscar Gary Jr.: Capitaine de corvette à la retraite Thomas Miller
- Taylor Bracken: Quartier-maître de deuxième classe Sally Jordan
- David Bianchi: Kyle Jennings

### Épisode 18:Un lourd passé
- États-Unis /  Canada : 18 avril 2022 sur CBS / Global
- Suisse : 28 juillet 2022 sur RTS 1
- France : 30 juillet 2022 sur M6

- États-Unis : 6,34 millions de téléspectateurs[9] (première diffusion)
- France : 1,20 million de téléspectateurs[23] (première diffusion)

- Laura San Giacomo: Grace Confalone (2/2)
- Mariela Garriga : Maria Diaz alias Anita Reyes
- Joseph Melendez : Reymundo Diaz
- Kate Boyer : Député U.S Cindy Carter
- Jarvis George : Député U.S John Wright
- Chris Lamica : Vendeur
- Sean Samuels : Acheteur 1
- Christopher Alvarenga : Acheteur 2
- Clark Moore : Officier de l'état de Virginie Phil Collins
- Brennan Keel Cook : Travis Williams
- George Paez : Pablo Silva

### Épisode 19:Une pure soirée
- États-Unis /  Canada : 2 mai 2022 sur CBS / Global
- Suisse : 28 juillet 2022 sur RTS 1
- France : 30 juillet 2022 sur M6

- États-Unis : 7,27 millions de téléspectateurs[9] (première diffusion)
- France : 1,13 million de téléspectateurs (première diffusion)

- Cay Ryan Murray: Teagan Fields
- Daniel DiMaggio: Noah Patrick Henry Richter
- Mary-Bonner Baker: Maître Melissa Fields
- Isait De La Fuente: Second maître Lucas Moniz
- Skyler Stone: Oncle Stan
- Brea Bee: Mademoiselle Richter
- Betsy Baker: Ramona
- Jennifer Rhodes: Claudia
- Jeffrey Markle; Jerry
- Erin Yolanda Pineda: Cynthia Moniz
- Matthew Sato: Zack Taylor Alias Seller
- Nick Cardiff: Jason Samuels Alias Sketchy Guy
- Jason Antoon: Ernie Malik

- Cet épisode marque l'apparition de la fille de Sean Murray, Cay Ryan Murray.
- Cet épisode marque un petit crossover avec NCIS Hawai'i avec l'apparition de Jason Antoon qui joue Ernie Malik dans la série.

### Épisode 20:Les Fugitifs
- États-Unis /  Canada : 16 mai 2022 sur CBS / Global
- Suisse : 4 août 2022 sur RTS 1
- France : 6 août 2022 sur M6

- États-Unis : 6,51 millions de téléspectateurs[9] (première diffusion)
- France : 1,36 million de téléspectateurs (première diffusion)

- Kelly Sry: Dr Scott Long
- E.R. Ruiz: Carson
- Terence J. Rotolo: Bannon
- Mike Schiff: Réserviste de la Navy John Murphy
- Gianni DeCenzo: Owen
- Becky Wu: June Davis
- Deborah Strang : Diane Warner
- Erin Matthews: Procureur général adjoint Mara Reeves
- Stephen O'Mahoney: CEO Paul Newhope

- Frédéric Cerdal succède à Michel Le Royer pour le doublage du personnage du Dr. Donald "Ducky" Mallard après le décès de ce dernier en février 2022.

### Épisode 21:Comme à la belle époque
- États-Unis /  Canada : 23 mai 2022 sur CBS / Global
- Suisse : 4 août 2022 sur RTS 1
- France : 6 août 2022 sur M6

- États-Unis : 7,47 millions de téléspectateurs[9] (première diffusion)
- France : 1,28 million de téléspectateurs (première diffusion)

- Teri Polo : Vivian Kolchak
- Erik Passoja : Directeur adjoint du FBI, Wayne Sweeney
- Jene Bush : Franck Ressler alias Birdwatcher
- Jessica Gardner : Olivia Kahn
- Francis X.McCarthy : Roman Parker

- Première apparition de Teri Polo qui interprète l'ex-femme de l'agent Parker.
- C'est le dernier épisode réalisé par Terrence O'Hara qui décède en décembre 2022, son premier épisode réalisé pour NCIS remonte à la saison 1.